# Louis Delétraz
Louis Delétraz (Genf, 1997. április 22. –) svájci autóversenyző.

## Magánélete
Édesapja a korábbi Formula–1-es pilóta Jean-Denis Délétraz, aki LMP675-ös kategóriában kétszer nyert Le Mans-i 24 órás versenyt.

## Pályafutása

### Gokart
Delétraz 2008-ban hazájában, Svájcban kezdett gokartozni, a következő évben pedig megnyerte a Vega Trofeo Super Mini-t, majd később is több sikert ért el a géposztályban.

### Formula BMW
2012-ben kezdett formula autózni  a Formula BMW Talent-kupában, ahol a nagy döntőben vett részt a németországi Oscherslebenben. A háromfutamos döntő két versenyét pole-pozícióból kezdhette és egy győzelmet, valamint egy dobogót szerzett. A harmadik zárófutamon Ralph Boschunggal ütközött és kiesett.

### Formula Renault
2013-ban a Formula Renault 2.0 NEC-ben állt rajthoz a Josef Kaufmann Racing pilótájaként. Az összetett a 19. helyen zárta, versenyen a legjobb eredménye pedig egy 5. hely volt Silverstone-ból.
A 2014-es évadban maradt a gárdánál és megnyerte a nyitóversenyt Monzában, ezenkívül volt még további négy pódiuma is. Az összetett bajnokságban a 2. helyen végzett 16 egységgel lemaradva a Fortec Motorsportsos Ben Barnicoat mögött. Ugyanebben az évben vendégként ott volt a Formula Renault Európa-kupa néhány versenyén, Spa-ban, a Nürburgringen és a Paul Ricard-on.
2015-ben végig dupla programot futott, hiszen mindkét sorozatban képviseltette magát. A Formula Renault NEC-t megnyerte, míg ezüstérmes lett a Formula Renault Európa-kupában. Ebben az évben a Formula Renault 3.5-ben a Red Bull Ringen is bemutatkozott
2016-ban teljes idényt ment Fortec Motorsports színeiben és a 230 ponttal a 2. helyen végzett a francia Tom Dilmann mögött.

### GP2/Formula–2
2016. november 18-án bejelentették, hogy a a GP2 2016-os szezonjának zárásán a Carlin csapatával lesz ott abu-dzabiban. Pont nélkül a 26. helyen rangsorolták.
2016 decemberében bejelentésre került, hogy a közben nevet változtatott FIA Formula–2 bajnokságban a spanyol Racing Engineering szerződtette. Az évad második felét már a Rapax színeiben teljesítette. 2018-ra az újonc cseh Charouz Racing System igazolta le Antonio Fuocóval együtt. 2019-ben a Carlinnal versenyzett a japán Macusita Nobuharu partnereként. Monacóban a sprintversenyen néhány centiméterrel a célvonal előtt a győztes Anthoine Hubert mögött futott be. Ausztriában a sprintfutamon a 2. helyen haladva csúszott bele a falba egy technika hiba miatt. 2020-ra visszatért a Charouz Racinghez Pedro Piquet csapattársaként.

### Formula–1
2015 áprilisában beválasztották a BMW Motorsport Junior programjába és ennek keretein belül a VLN GT-bajnokságban három futamot teljesített.
2016 februárjában megerősítették, hogy a visszatérő gyári Renult F1 programjába került be. 2018 novemberében az amerikai Haas istállóval debütált a 2018-as szezon utáni fiatalok tesztjén abu-dzabiban. A második napon összesen 117 kört tett meg a VF-18 kódjelű autóval. 2020-ra hivatalos tesztpilótává lépett előre.

### Sportautózás
2020-ban a Rebellion Racing #3-as alakulatában Romain Dumas és Nathanaël Berthon mellett részt vett a legendás Le Mans-i 24 órás versenyen, ahol végül az előkelő 4. helyen rangsorolták őket.
2021-re az európai Le Mans-széria mezőnyéhez csatlakozott a Team WRT tagjaként Robert Kubica és Dzse Dzsefej mellé. 2021. szeptember 19-én megnyerték az spái viadalt, amivel megszerezték a széria bajnoki címét. A 2021-es Le Mans-i 24 óráson sokáig vezették az LMP2-ben futamot, azonban az utolsó körben kínai csapattársa alatt megállt az autó, így végül helyezés nélkül maradtak, mivel nem értek be időben a célba. Ezek mellett indult a hosszútávú-világbajnokságon (WEC) Portimão-i 8 órás futamán a lengyel Inter Europol Competition csapatával Alex Brundle és Jakub Śmiechowski oldalán.

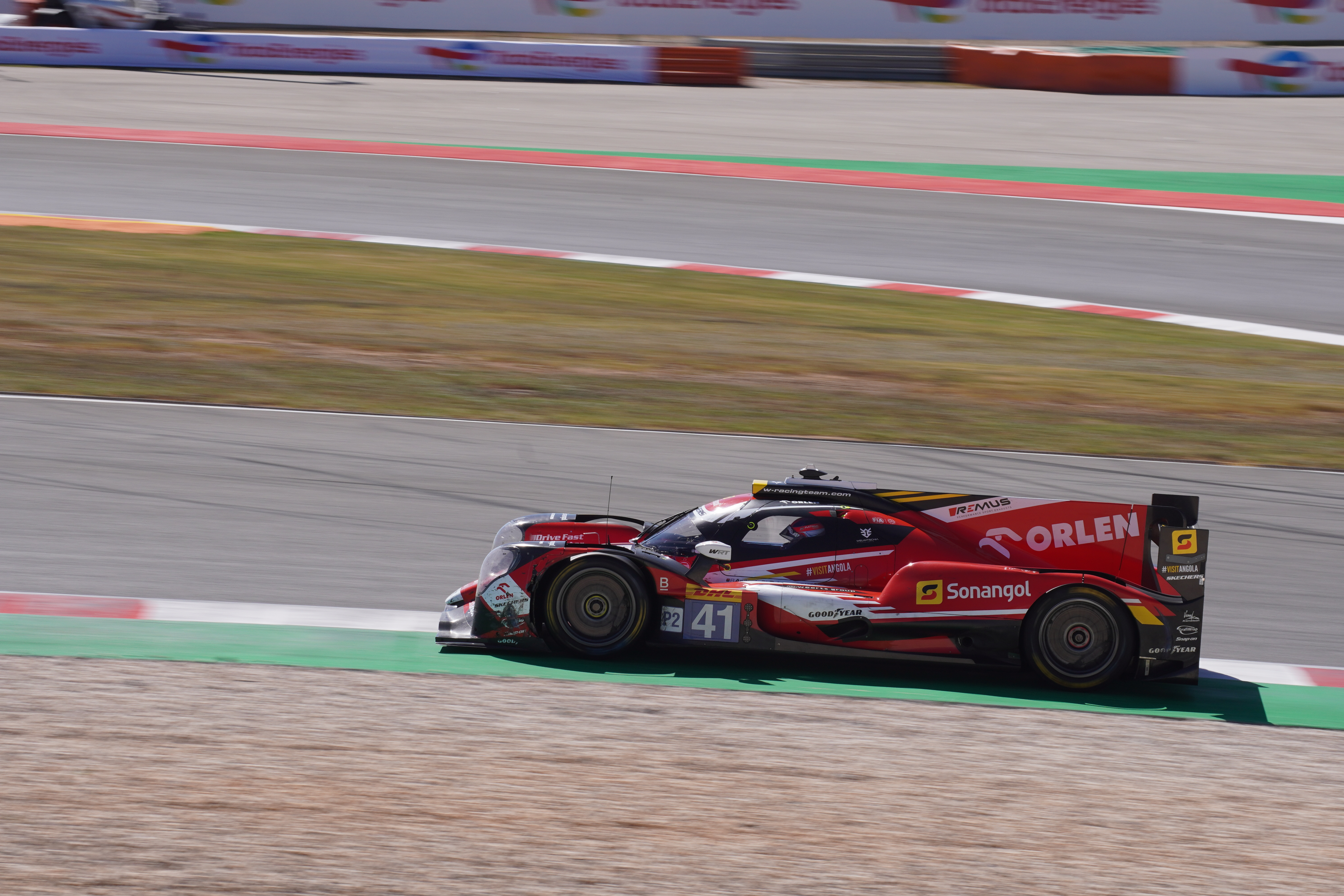
Delétraz a 2023-as WEC Portimão-i 6 órás versenyén.

2022-ben bejelentették, hogy a Delétraz a Prema csapatával teljes évet fog futni a WEC-ben, valamint továbbra is marad az ELMS-ben is. Le Mans-ban a kategória 2. helyen értek célba Lorenzo Colombóval kiegészülve. Szeptember 25-én a spái 4 órás megnyerésével Habsburg Ferdinánddal karöltve újra megnyerte az Európai Le Mans-széria trófeáját. Emellett részt vett az amerikai IMSA sorozatban is a Tower Motorsport alakulatával.
2022 októberében lett nyilvános, hogy 2023-ra csatlakozik a Wayne Taylor Racing csapatához, Filipe Albuquerque és Ricky Taylor mellett a vadonatúj csúcskategóriába, a "GTP" osztályba egy Acura ARX-06 GTP-vel. A Daytonai 24 órás nyitófutamban a 2. helyen végeztek 4,190 másodperccel lemaradva a Meyer Shank Racing #60-as autójától. A WEC-ben visszatért korábbi alakulatához, a belga WRT-hez, amely 2024-től a BMW hivatalos partnere lesz a Hypercar-programban. Az Európai Le Mans-szériában a Racing Team Turkey versenyzője lett a Pro-Am kiírásban Charlie Eastwood és Salih Yoluç mellett.  Az ELMS barcelonai szezonnyitója során 15 perccel a vége előtt megelőzte Neel Janit az élen, így összesített győzelemmel kezdte a szezont.

## Eredményei

### Karrier összefoglaló
| Szezon  | Bajnokság                   | Csapat                    | Kategória   | Verseny     | Győzelem    | Pole        | Leggyorsabb kör | Dobogós helyezés | Pont        | Helyezés    |
| ------- | --------------------------- | ------------------------- | ----------- | ----------- | ----------- | ----------- | --------------- | ---------------- | ----------- | ----------- |
| 2012    | Formula BMW Talent-kupa     |                           |             | 3           | 1           | 3           | 1               | 2                | 40          | 4.          |
| 2013    | Formula Renault NEC         | Josef Kaufmann Racing     |             | 16          | 0           | 0           | 0               | 0                | 77          | 19.         |
| 2014    | Formula Renault NEC         | Josef Kaufmann Racing     |             | 15          | 1           | 1           | 0               | 5                | 242         | 2.          |
| 2014    | Formula Renault Európa-kupa | AVF                       |             | 6           | 0           | 0           | 0               | 0                | 0           | HN†         |
| 2014    | Formula Renault Európa-kupa | Josef Kaufmann Racing     |             | 6           | 0           | 0           | 0               | 0                | 0           | HN†         |
| 2015    | Formula Renault NEC         | Josef Kaufmann Racing     |             | 16          | 9           | 12          | 8               | 12               | 378         | 1.          |
| 2015    | Formula Renault Európa-kupa | Josef Kaufmann Racing     |             | 17          | 3           | 5           | 3               | 5                | 193         | 2.          |
| 2015    | Formula Renault 3.5 Series  | Comtec Racing             |             | 2           | 0           | 0           | 0               | 0                | 0           | 29.         |
| 2016    | Formula V8 3.5 Series       | Fortec Motorsports        |             | 18          | 2           | 3           | 5               | 9                | 230         | 2.          |
| 2016    | GP2                         | Carlin                    |             | 2           | 0           | 0           | 0               | 0                | 0           | 26.         |
| 2016    | ADAC GT Masters             | Schubert Motorsport       |             | 8           | 0           | 0           | 0               | 0                | 14          | 36.         |
| 2017    | Formula–2                   | Racing Engineering        |             | 14          | 0           | 0           | 0               | 0                | 16          | 17.         |
| 2017    | Formula–2                   | Rapax                     |             | 8           | 0           | 0           | 0               | 0                | 16          | 17.         |
| 2018    | Formula–2                   | Charouz Racing System     |             | 24          | 0           | 0           | 0               | 2                | 74          | 10.         |
| 2019    | Formula–2                   | Carlin                    |             | 22          | 0           | 0           | 0               | 3                | 92          | 8.          |
| 2019–20 | WEC                         | Rebellion Racing          | LMP1        | 1           | 0           | 0           | 0               | 0                | —           | 4.          |
| 2020    | Formula–2                   | Charouz Racing System     |             | 24          | 0           | 0           | 1               | 4                | 144         | 8.          |
| 2020    | Formula–1                   | Haas                      | Tesztpilóta | Tesztpilóta | Tesztpilóta | Tesztpilóta | Tesztpilóta     | Tesztpilóta      | Tesztpilóta | Tesztpilóta |
| 2020    | GT Európa Endurance-kupa    | GPX Racing                | Pro         | 3           | 0           | 0           | 0               | 0                | 2           | 32.         |
| 2021    | WEC                         | Inter Europol Competition | LMP2        | 1           | 0           | 0           | 0               | 0                | 15          | 20.         |
| 2021    | Európai Le Mans-széria      | Team WRT                  | LMP2        | 6           | 3           | 0           | 0               | 4                | 118         | 1.          |
| 2022    | WEC                         | Prema Orlen Team          | LMP2        | 6           | 0           | 0           | 1               | 1                | 94          | 5.          |
| 2022    | Európai Le Mans-széria      | Prema Racing              | LMP2        | 6           | 4           | 0           | 1               | 5                | 125         | 1.          |
| 2022    | IMSA                        | Tower Motorsport          | LMP2        | 6           | 2           | 0           | 3               | 5                | 1712        | 7.          |
| 2023    | WEC                         | Team WRT                  | LMP2        | 7           | 3           | 0           | 0               | 6                | 173         | 1.          |
| 2023    | Európai Le Mans-széria      | Racing Team Turkey        | LMP2        | 6           | 2           | 0           | 0               | 3                | 94          | 3.          |
| 2023    | IMSA                        | WTR / Andretti Autosport  | GTP         | 4           | 0           | 1           | 0               | 1                | 1165        | 11.         |
| 2023    | IMSA                        | Tower Motorsport          | LMP2        | 3           | 0           | 0           | 0               | 1                | 912         | 12.         |
| 2023–24 | Ázsiai Le Mans-széria       | 99 Racing                 | LMP2        | 5           | 2           | 0           | 1               | 3                | 70          | 3.          |
| 2024    | Európai Le Mans-széria      | Orlen Team AO by TF       | LMP2        | 6           | 1           | 1           | 0               | 4                | 93          | 1.          |
| 2024    | IMSA                        | WTR / Andretti Autosport  | GTP         | 9           | 1           | 1           | 1               | 2                | 2603        | 5.          |
| 2024    | IMSA                        | AO Racing                 | LMP2        | 1           | 0           | 1           | 0               | 0                | 265         | 47.         |
| 2024–25 | Ázsiai Le Mans-széria       | Pure Rxcing               | LMP2        | 2           | 0           | 0           | 0               | 1                | 19          | 12.         |
| 2025    | Európai Le Mans-széria      | AO by TF                  | LMP2        | 0           | 0           | 0           | 0               | 0                | 0           | —           |
| 2025    | IMSA                        | Cadillac WTR              | GTP         | 0           | 0           | 0           | 0               | 0                | 0           | —           |

* A szezon jelenleg is zajlik.
† Delétraz vendégpilótaként nem volt jogosult bajnoki pontokra.

### Teljes Formula V8 3.5 (Formula Renault 3.5) eredménysorozata
(Félkövér: pole-pozíció, dőlt: leggyorsabb kör, a színkódokról részletes információ itt található)
| Év   | Csapat             | 1     | 2       | 3       | 4       | 5       | 6        | 7       | 8        | 9        | 10      | 11      | 12      | 13      | 14      | 15       | 16    | 17      | 18      | Helyezés | Pont |
| ---- | ------------------ | ----- | ------- | ------- | ------- | ------- | -------- | ------- | -------- | -------- | ------- | ------- | ------- | ------- | ------- | -------- | ----- | ------- | ------- | -------- | ---- |
| 2015 | Comtec Racing      | ARA 1 | ARA 2   | MON 1   | SPA 1   | SPA 2   | HUN 1    | HUN 2   | RBR 1 15 | RBR 2 Ki | SIL 1   | SIL 2   | NÜR 1   | NÜR 2   | BUG 1   | BUG 2    | JER 1 | JER 2   |         | 29.      | 0    |
| 2016 | Fortec Motorsports | ARA 1 | ARA 2 5 | HUN 1 3 | HUN 2 4 | SPA 1 3 | SPA 2 Ki | LEC 1 6 | LEC 2 1  | SIL 1 10 | SIL 2 6 | RBR 1 2 | RBR 2 4 | MNZ 1 2 | MNZ 2 3 | JER 1 12 | JER 2 | CAT 1 2 | CAT 2 4 | 2.       | 230  |

### Teljes GP2-es eredménysorozata
(Félkövér: pole-pozíció, dőlt: leggyorsabb kör, a színkódokról részletes információ itt található)
| Év   | Csapat | 1       | 2       | 3       | 4       | 5       | 6       | 7       | 8       | 9       | 10      | 11      | 12      | 13      | 14      | 15      | 16      | 17      | 18      | 19      | 20      | 21         | 22         | Helyezés | Pont |
| ---- | ------ | ------- | ------- | ------- | ------- | ------- | ------- | ------- | ------- | ------- | ------- | ------- | ------- | ------- | ------- | ------- | ------- | ------- | ------- | ------- | ------- | ---------- | ---------- | -------- | ---- |
| 2016 | Carlin | ESP FEA | ESP SPR | MON FEA | MON SPR | EUR FEA | EUR SPR | AUT FEA | AUT SPR | GBR FEA | GBR SPR | HUN FEA | HUN SPR | GER FEA | GER SPR | BEL FEA | BEL SPR | ITA FEA | ITA SPR | MAL FEA | MAL SPR | UAE FEA Ki | UAE SPR 17 | 26.      | 0    |

### Teljes FIA Formula–2-es eredménysorozata
(Táblázat értelmezése)

(Félkövér: pole-pozícióból indult; dőlt: leggyorsabb kört futott) 

| Év   | Csapat                | 1          | 2          | 3           | 4           | 5          | 6          | 7          | 8          | 9          | 10         | 11         | 12         | 13         | 14         | 15         | 16         | 17         | 18         | 19         | 20         | 21          | 22         | 23          | 24          | Helyezés | Pont |
| ---- | --------------------- | ---------- | ---------- | ----------- | ----------- | ---------- | ---------- | ---------- | ---------- | ---------- | ---------- | ---------- | ---------- | ---------- | ---------- | ---------- | ---------- | ---------- | ---------- | ---------- | ---------- | ----------- | ---------- | ----------- | ----------- | -------- | ---- |
| 2017 | Racing Engineering    | BHR FEA 20 | BHR SPR 12 | ESP FEA 11  | ESP SPR 14  | MON FEA 14 | MON SPR 16 | AZE SPR Ki | AZE SPR 16 | AUT FEA 17 | AUT SPR 13 | GBR FEA 12 | GBR SPR 13 | HUN FEA 10 | HUN SPR 12 |            |            |            |            |            |            |             |            |             |             | 17.      | 16   |
| 2017 | Rapax                 |            |            |             |             |            |            |            |            |            |            |            |            |            |            | BEL FEA 14 | BEL SPR 12 | ITA FEA 7  | ITA SPR 4  | JER FEA 17 | JER SPR 12 | UAE FEA 10  | UAE SPR Ki |             |             | 17.      | 16   |
| 2018 | Charouz Racing System | BHR FEA 13 | BHR SPR 9  | AZE FEA Ki  | AZE SPR 10  | ESP FEA Ki | ESP SPR 10 | MON FEA 4  | MON SPR 2  | FRA FEA 6  | FRA SPR 2  | AUT FEA Ki | AUT SPR Ki | GBR FEA 4  | GBR SPR 5  | HUN FEA 17 | HUN SPR 9  | BEL FEA 18 | BEL SPR 13 | ITA FEA 13 | ITA SPR 11 | RUS FEA 12  | RUS SPR 13 | UAE FEA 6   | UAE FEA 6   | 10.      | 74   |
| 2019 | Carlin                | BHR FEA 5  | BHR SPR 5  | AZE FEA Ki  | AZE SPR Ki  | ESP FEA 12 | ESP SPR 11 | MON FEA 7  | MON SPR 2  | FRA FEA Hn | FRA SPR 7  | AUT FEA 7  | AUT SPR Ki | GBR FEA 7  | GBR SPR 2  | HUN FEA Ki | HUN SPR 13 | BEL FEA T  | BEL SPR T  | ITA FEA Ki | ITA SPR 8  | RUS FEA 3   | RUS SPR 14 | UAE FEA 4   | UAE SPR 6   | 8.       | 92   |
| 2020 | Charouz Racing System | AUT1 FEA 7 | AUT1 SPR 2 | AUT2 FEA 19 | AUT2 SPR 12 | HUN FEA 7  | HUN SPR 6  | GBR1 FEA 6 | GBR1 SPR 3 | GBR2 FEA 5 | GBR2 SPR 4 | ESP FEA 10 | ESP SPR 9  | BEL FEA 4  | BEL SPR 6  | ITA FEA 8  | ITA SPR 4  | MUG FEA 3  | MUG SPR 2  | RUS FEA 18 | RUS SPR 17 | BHR1 FEA 16 | BHR1 SPR 3 | BHR2 FEA 12 | BHR2 SPR 13 | 8.       | 134  |

† A versenyt nem fejezte be, de helyezését értékelték, mert teljesítette a futam több, mint 90%-át.

### Le Mans-i 24 órás autóverseny
| Év   | Csapat           | Csapattárs                     | Autó                 | Kategória   | Kör | Összetett Helyezés | Kategória Helyezés |
| ---- | ---------------- | ------------------------------ | -------------------- | ----------- | --- | ------------------ | ------------------ |
| 2020 | Rebellion Racing | Nathanaël Berthon Romain Dumas | Rebellion R13-Gibson | LMP1        | 381 | 4.                 | 4.                 |
| 2021 | Team WRT         | Robert Kubica Dzse Dzsefej     | Oreca 07-Gibson      | LMP2        | 362 | HN                 | HN                 |
| 2022 | Prema Orlen Team | Robert Kubica Lorenzo Colombo  | Oreca 07-Gibson      | LMP2        | 369 | 6.                 | 2.                 |
| 2023 | Team WRT         | Robert Kubica Rui Andrade      | Oreca 07-Gibson      | LMP2        | 328 | 10.                | 2.                 |
| 2024 | AO by TF         | P. J. Hyett Alex Quinn         | Oreca 07-Gibson      | LMP2        | 295 | 20.                | 6.                 |
| 2024 | AO by TF         | P. J. Hyett Alex Quinn         | Oreca 07-Gibson      | LMP2 Pro-Am | 295 | 20.                | 2.                 |

### Teljes FIA World Endurance Championship eredménysorozata
(Táblázat értelmezése)

(Félkövér: pole-pozícióból indult; dőlt: leggyorsabb kört futott) 

| Év   | Csapat                    | Osztály | Kasztni  | Motor                 | 1     | 2     | 3     | 4     | 5     | 6     | 7     | Helyezés | Pont |
| ---- | ------------------------- | ------- | -------- | --------------------- | ----- | ----- | ----- | ----- | ----- | ----- | ----- | -------- | ---- |
| 2021 | Inter Europol Competition | LMP2    | Oreca 07 | Gibson GK428 4.2 L V8 | SPA   | ALG 5 | MNZ   | LMS   | BHR   | BHR   |       | 20.      | 15   |
| 2022 | Prema Orlen Team          | LMP2    | Oreca 07 | Gibson GK428 4.2 L V8 | SEB 4 | SPA 7 | LMS 2 | MNZ 6 | FUJ 6 | BHR 4 |       | 5.       | 94   |
| 2023 | Team WRT                  | LMP2    | Oreca 07 | Gibson GK428 4.2 L V8 | SEB 4 | ALG 3 | SPA 1 | LMS 2 | MNZ 3 | FUJ 1 | BHR 1 | 1.       | 173  |

### Teljes Európai Le Mans-széria eredménylistája
| Év   | Csapat              | Osztály     | Autó     | 1     | 2     | 3     | 4     | 5     | 6     | Helyezés | Pont |
| ---- | ------------------- | ----------- | -------- | ----- | ----- | ----- | ----- | ----- | ----- | -------- | ---- |
| 2021 | Team WRT            | LMP2        | Oreca 07 | CAT 1 | RBR 1 | LEC 5 | MNZ 4 | SPA 1 | ALG 2 | 1.       | 1.   |
| 2022 | Prema Racing        | LMP2        | Oreca 07 | LEC 1 | IMO 1 | MNZ 5 | CAT 1 | SPA 3 | ALG 1 | 1.       | 125  |
| 2023 | Racing Team Turkey  | LMP2 Pro-Am | Oreca 07 | CAT 1 | LEC 1 | ARA 9 | SPA 2 | ALG 6 | ALG 4 | 3.       | 94   |
| 2024 | Orlen Team AO by TF | LMP2        | Oreca 07 | CAT 1 | LEC 3 | IMO 2 | SPA 1 | MUG 5 | ALG 2 | 1.       | 93   |
| 2024 | AO by TF            | LMP2        | Oreca 07 | CAT   | LEC   | IMO   | SPA   | SIL   | ALG   | HN       | 0    |

* A szezon jelenleg is zajlik.

### Daytonai 24 órás autóverseny
| Év   | Csapat                    | Csapattárs                                      | Autó                | Kategória | Kör | Összetett Helyezés | Kategória Helyezés |
| ---- | ------------------------- | ----------------------------------------------- | ------------------- | --------- | --- | ------------------ | ------------------ |
| 2022 | Tower Motorsport          | Habsburg Ferdinánd Rui Andrade John Farano      | Oreca 07-Gibson     | LMP2      | 751 | 7.                 | 3.                 |
| 2023 | WTR / Andretti Motorsport | Brendon Hartley Filipe Albuquerque Ricky Taylor | Acura ARX-06        | GTP       | 783 | 2.                 | 2.                 |
| 2024 | WTR / Andretti Motorsport | Jenson Button Colton Herta Jordan Taylor        | Acura ARX-06        | GTP       | 791 | 3.                 | 3.                 |
| 2025 | Cadillac WTR              | Kobajasi Kamui Jordan Taylor                    | Cadillac V-Series.R | GTP       | 245 | Kiesett            | Kiesett            |

### Teljes IMSA eredménysorozata
| Év   | Csapat                   | Osztály | Autó                | 1      | 2     | 3      | 4     | 5     | 6     | 7     | 8     | 9      | 10    | Helyezés | Pont |
| ---- | ------------------------ | ------- | ------------------- | ------ | ----- | ------ | ----- | ----- | ----- | ----- | ----- | ------ | ----- | -------- | ---- |
| 2022 | Tower Motorsport         | LMP2    | Oreca 07            | DAY 3† | SEB 7 | LAG 1  | MDO   | WGL 2 | ELK 2 | PET 1 |       |        |       | 7.       | 1712 |
| 2023 | WTR / Andretti Autosport | GTP     | Acura ARX-06        | DAY 2  | SEB 4 | LBH    |       | WGL 6 | MOS   |       |       | PET 9  |       | 11.      | 1165 |
| 2023 | Tower Motorsport         | LMP2    | Oreca 07            |        |       |        | LAG 8 |       |       | ELK 4 | IMS 2 |        |       | 12.      | 912  |
| 2024 | WTR / Andretti Autosport | GTP     | Acura ARX-06        | DAY 3  | SEB 1 | LBH 10 | LAG 4 | DET 5 | WGL 4 |       | ELK 8 | IMS 11 | PET 7 | 5.       | 2603 |
| 2024 | AO Racing                | LMP2    | Oreca 07            |        |       |        |       |       |       | MOS 8 |       |        |       | 47.      | 265  |
| 2025 | Cadillac WTR             | GTP     | Cadillac V-Series.R | DAY    | SEB   | LBH    | LAG   | DET   | WGL   | ELK   | IMS   | PET    |       | HN       | 0    |

* A szezon jelenleg is zajlik.
‡ A pontok csak a Michelin Endurance-kupába számítanak bele, az összesített LMP2-es pontversenybe nem.